# バスケットボール女子日本代表
バスケットボール女子日本代表（バスケットボールじょしにほんだいひょう、バスケットボールじょしにっぽんだいひょう）は、日本バスケットボール協会（JBA）によって編成される女子バスケットボールのナショナルチーム。愛称は「AKATSUKI JAPAN（アカツキジャパン）」。オリンピックにはパリオリンピックまで6回、ワールドカップ（旧・世界選手権）は1964年の初出場以来1986年と2006年を除きすべて出場している。

## 歴史

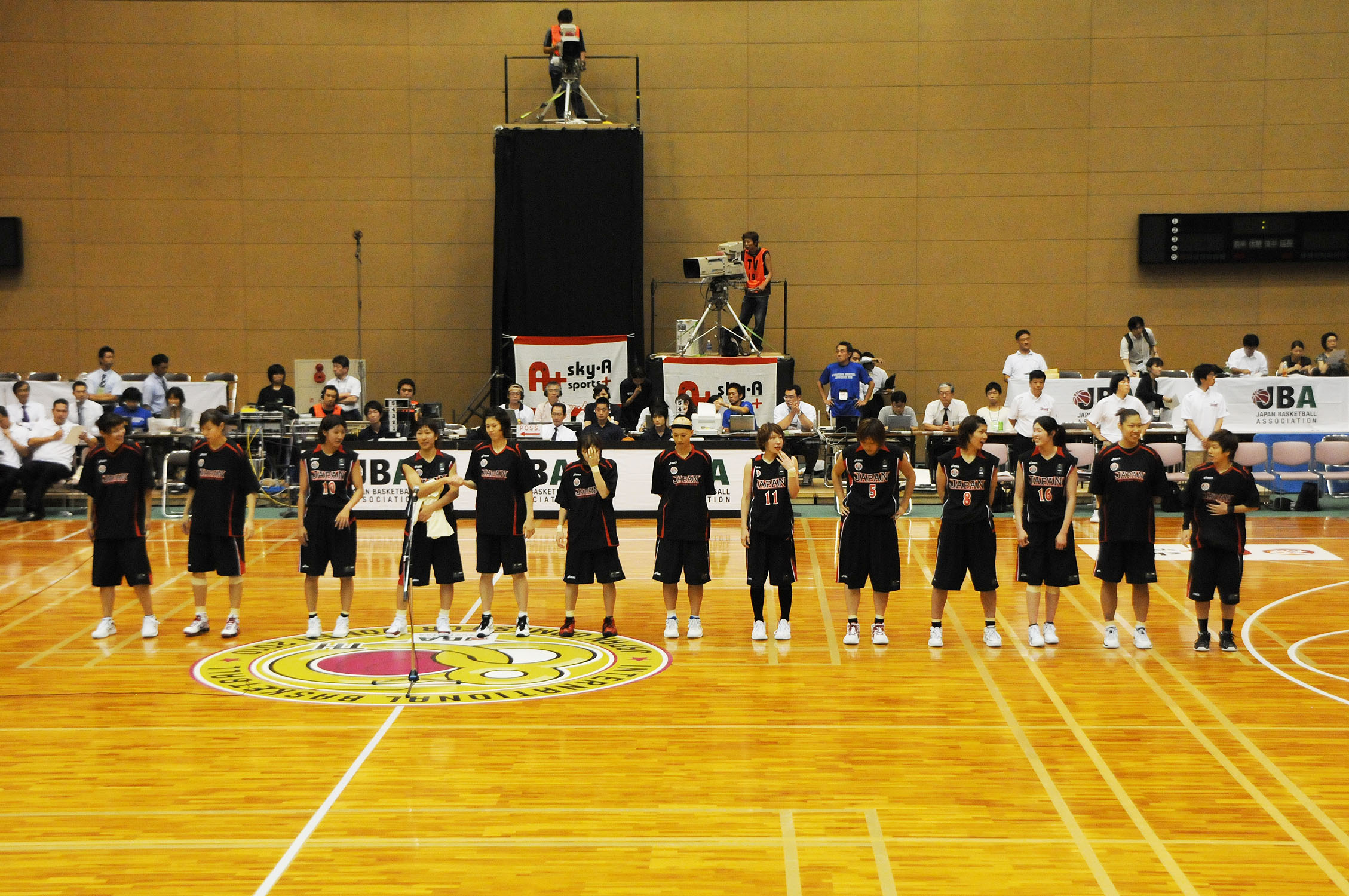
女子日本代表チーム、ニュージーランドとの親善試合。2010年8月29日、仙台市青葉体育館。

日本女子バスケが世界レベルの大会に初めて参加したのは1964年世界選手権で、このときは三菱電機の単独チームとしての出場であった。次の1967年世界選手権は混合チームとして出場。5位入賞を果たし、横山アサ子が大会ベスト5に選出された。
黄金期は1970年代であった。日紡平野の尾崎正敏監督の元、「忍者ディフェンス」と「マッハ攻撃」を武器に身長の高い相手に立ち向かい、1970年アジア選手権クアラルンプール大会は9戦全勝で初優勝を達成し、1974年テヘランアジア大会で金メダルを獲得。コロンビアで開催された1975年世界選手権ではアメリカなどの強豪を退け準優勝し、生井けい子がMVPと得点王の2冠を獲得した。女子バスケットボールが初めて採用された1976年モントリオールオリンピックにも出場し、6ヶ国中5位に終わるもアメリカ戦とカナダ戦で勝利した。
モントリオールオリンピック後、尾崎監督は退任。その後、世界の女子大型化の波が押し寄せ、世代交代の失敗も重なり低迷が続く。1979年世界選手権は尾崎が監督に復帰し、決勝ラウンドまで進むも6位に終わる。1980年モスクワオリンピックは世界予選に参加したが、チームの柱として期待されていた福井美恵子が持病悪化のため大会前に所属していたユニチカを退社し療養に入り（同年11月死去）、さらに日本のボイコット確実となった事態も影を落とし敗退。以降も成績は下降線を辿りオリンピックから遠ざかるとともに、世界選手権など国際大会での順位も落としていった。アジア選手権ではしばらく3位以内を維持していたが、1986年アジア選手権では4位に終わるとともに初出場以来続いた世界選手権連続出場も6で途切れた。

### 中川文一HC期
1990年、シャンソン化粧品で実績を積み上げた中川文一がヘッドコーチ（HC）に就任。1992年バルセロナオリンピック・1994年世界選手権での中国の連続銀メダル獲得に伴うアトランタオリンピックのアジア枠拡大という恩恵もあり、1995年アジア選手権（静岡）で3位に入り20年ぶりのオリンピック出場を果たした。本大会は予選リーグで中国とカナダに勝利、準々決勝は敗れはしたもののアメリカと93-108の大接戦を演じ、順位決定戦でイタリアを破って7位入賞。1998年世界選手権はアジア最高位かつ1979年大会以来の一桁順位となる9位に入り、バンコクアジア大会でも2度目の金メダルを獲得、第2の黄金時代を予感させた。
1999年にそれまでチームを引っ張ってきた萩原美樹子が引退、同年のアジア選手権は韓国に決勝で65-68の惜敗を喫し、シドニーオリンピック出場はならなかった。

### 北原憲彦HC期から内海知秀HC期
2000年、当時第一勧銀を指揮していた北原憲彦がHCに就任。2002年世界選手権は13位と惨敗。
2003年にジャパンエナジーの内海知秀がHCに就任した。2004年アジア選手権兼アテネオリンピック予選（仙台）では内海の教え子で当時20歳の大神雄子を大抜擢した。出場権のかかった準決勝の韓国戦にて同じく教え子である矢野良子が34得点を記録する活躍で延長戦の末に勝利し、2大会ぶりのオリンピック出場権を獲得した。アテネオリンピックはブラジル、ナイジェリア、オーストラリア、ロシア、ギリシャと予選リーグ同組となり、ナイジェリア戦での1勝のみで10位に終わった。
大会後、主力選手が多数引退し加えて内海が体調不良のため辞任した。後任のHC選考は難航を極め、この間はHC代行を立てて対応した。これらが影響して2006年世界選手権出場権を逃した。その後内海がHCに復帰したが、日本開催の2006年男子世界選手権の赤字を巡る日本協会（JBA）の内紛に巻き込まれ代表活動にも影響を来たした。JBAが日本オリンピック委員会（JOC）から会員資格停止処分を受けたことにより、2008年北京オリンピック出場権を獲得しても出場できない可能性もあったが、最終的に特例措置により認められる方向となった。北京オリンピック世界最終予選ではグループゲームラウンドを突破したが、ノックアウトラウンドでチェコ、キューバに連敗し出場権を逃した。予選後、内海は責任を取って辞任した。

### 中川文一HC期（2回目）
2009年、JBAの体制が一新され、心機一転を図るために代表専任の条件で中川がHCに復帰した。2009年アジア選手権兼世界選手権予選がWリーグ開幕直前に延期となるアクシデントに見舞われたが、3位決定戦でチャイニーズタイペイを降して出場権を獲得した。2010年世界選手権はベスト8を目標に掲げて挑んだものの、直前になって帰化選手がナショナルチーム資格に抵触して出場が認められなかったため、1人欠いて臨まざるを得ず、2次リーグ敗退で10位に終わったが、試合内容を見ると格上のチーム相手に接戦、延長戦を演じ個人成績でも大神が得点王（1試合平均得点制で日本初）、吉田亜沙美がアシスト王を獲得するなど課題のみならず大きな収穫を得られた大会となった。
2011年8月、アジア選手権兼ロンドンオリンピック予選で3位となり、世界最終予選にまわることとなった。

### 内海知秀HC期（3回目）
12月になってJBAは中川を解任し、後任にJXを勇退して再登板の内海が就任した。コーチにトヨタ自動車HCの丁海鎰とデンソーHCの小嶋裕二三と、Wリーグ上位チームのHCを据える体制を敷いた（両コーチは最終予選終了まで帯同。）。2012年6月25日から開催されたロンドン五輪世界最終予選ではグループリーグを2位で突破して五輪決定戦に進出したがチェコに惜敗した。敗者復活トーナメントで韓国に勝利し最後の1枠を賭けたカナダ戦に挑んだが第1Qに10点差付けられ、第2Q以降巻き返すも及ばず2大会連続でオリンピック出場を逃した。
2013年11月に開催されたアジア選手権（バンコク）は予選リーグから決勝まで全勝で、1970年大会以来22大会43年ぶり2回目の優勝を達成。決勝戦は韓国を65-43で破った。大会得点王の渡嘉敷来夢がMVPに選出された他、渡嘉敷と吉田亜沙美、間宮佑圭の3名がベスト5に選出された。
2014年は世界選手権と仁川アジア大会の開催期間が重なるため、後者は若手主体で臨んだ。世界選手権では正PGの吉田を故障で欠き、スペイン、チェコ、ブラジルに3連敗で敗退した。
2015年は吉田が復帰、8月29日から開催されたアジア選手権兼リオデジャネイロオリンピック予選（武漢）は予選リーグを5戦全勝の1位で突破すると、準決勝の台湾戦は65-58で、決勝の中国戦は85-50で勝利して大会2連覇とオリンピック出場権獲得を達成した。MVPは渡嘉敷が2大会連続で受賞。ベスト5に吉田と渡嘉敷が選出された。
2016年8月6日から開催されたリオデジャネイロオリンピックでは、予選リーグで日本はベラルーシ、ブラジル、トルコ、オーストラリア、フランスと同組となった。日本はこの組でFIBAランク16位と一番下であったが初戦のベラルーシ戦を77-73で勝利すると、2戦目のブラジル戦も82-66で2連勝。3戦目のトルコ戦は62-76で完敗したが他の試合の結果により日本の決勝トーナメント進出が決定。FIBAランク2位のオーストラリア戦は3Q終了時71-59と12点のリードを奪っていたが、86-92で逆転負け。5戦目のFIBAランク4位のフランス戦は79-71で勝利し、予選リーグ3勝2敗と勝ち越した。フランス戦の結果によっては予選2位の可能性もあったが、得失点差により4位となり、準々決勝の相手は大会5連覇中でFIBAランク1位のアメリカとなった。日本は前半は46-56と健闘したものの、後半に突き放され64-110でリオを終えた。

### トム・ホーバスHC期
2017年、東京オリンピックの金メダル獲得を目標に掲げ、JX-ENEOSHCのトム・ホーバスが就任する。7月のアジアカップ（バンガロール）は、予選グループBでフィリピン・韓国に勝利したもののオーストラリア（今大会からFIBAオセアニア加盟国もアジアカップに参加。）に敗れ、2勝1敗の2位。準々決勝はA組3位の台湾に73-54で、準決勝はA組1位の中国に74-71で勝利して決勝に進出。オーストラリアとの再戦となった決勝を74-73で勝利し、大会3連覇を達成した。前大会MVPの渡嘉敷はWNBA挑戦で代表に召集されず、準決勝以降は主将の吉田を怪我で欠いていたが他の選手がカバーした。大会アシスト王の藤岡麻菜美が長岡萌映子とともにベスト5を受賞している。
2018年ワールドカップスペイン大会は主力の吉田、渡嘉敷、大崎佑圭を欠き、代わって出場した選手にとってステップアップの大会となった。主将は髙田真希が務めた。1次ラウンドでスペイン、ベルギーおよびプエルトリコと同組となった。ベルギーとプエルトリコを破り、スペインおよびベルギーと2勝1敗で並んだが得失点差で3位となり、準々決勝進出チーム決定プレイオフにまわった。プレイオフは中国に敗れ、9位で大会を終えた。
2019年アジアカップ（バンガロール）は1次ラウンドでインド、台湾、韓国に3連勝して準決勝に進出。準決勝ではオーストラリアに76-64で勝利。決勝では中国を71-68で破り、大会史上最長タイ記録（当時）の4連覇を達成した。大会1位の得点とアシストを記録したポイントガード・本橋菜子がMVPを受賞した。また、本橋は宮澤夕貴とともにベスト5にも選出された。
2020年2月、ベルギーで開催された「FIBA東京2020オリンピック予選大会」に参加した。ベルギー、スウェーデン、カナダと対戦し、スウェーデンに勝利して1勝2敗だった。同年開催予定だった東京オリンピックは新型コロナウイルス感染症の世界的流行により1年の延期が決定した。

#### 東京オリンピックで銀メダルを獲得
2021年2月、オリンピックの組み合わせが決定し、FIBAランク10位の日本は、予選リーグで1位のアメリカ、5位のフランス、17位のナイジェリアと同組となった。7月1日に日本代表12名が発表された。主力選手の内、前年1月の故障により2020年の国際試合メンバーから外れていた宮澤や11月に故障していた本橋は選出されたが、12月に故障した渡嘉敷は間に合わず、また2020年に代表復帰していた吉田と大崎も五輪の1年延期により現役を引退している。6月、1年4か月ぶりの国際強化試合ポルトガル3連戦で3連勝。7月のベルギー戦、プエルトリコ戦も連勝して五輪を迎えた。本大会では初戦フランス戦は4Q終盤まで続いた競り合いを制して74-70で勝利、第2戦アメリカ戦は1Qにリードしたが69-86で敗北。第3戦ナイジェリア戦は102-83で勝利し、予選リーグを2勝1敗の2位で突破した。
準々決勝はベルギーと対戦し、2Q途中に30-18とリードしたが、ベルギーが立て直して前半は41-42で折り返した。後半は3Q途中に45-58とこの試合最大の13点のビハインドとなったが、徐々に点差を詰めて4Q6:10に72-72の同点に追いついた。その後ベルギーは勝ち越しを許さず、終盤まで常に日本が追う展開となったが、0:16に林咲希が逆転3ポイントを決めて日本が86-85で勝利した。準決勝はフランスと再戦し、1Qは14-22で8点のビハインドを背負ったが、2Qに逆転して41-34。後半はさらにリードを広げ、87-71で勝利した。この試合で町田瑠唯がオリンピック新記録となる18本のアシストを記録した。決勝はオリンピック7連覇を目指すアメリカに75-90で敗れたが、初めてオリンピックで銀メダルを獲得した。日本はチームの1試合平均得点がアメリカに次ぐ2位の82.2得点。3ポイント試投数31.7本、成功数12.2本、成功率38.4パーセントは1位。個人成績では町田が1試合平均12.5アシストを記録し、2位に5本差をつけてアシスト王となり、オールスター5に選出された。

### 恩塚亨HC期
2021年9月、ホーバスのもとでACを務めていた恩塚亨が新HCに就任した。2021年アジアカップ（アンマン）は林が主将を務め、若手中心の編成で出場。1次ラウンドでインド、ニュージーランド、韓国に3連勝。準決勝はオーストラリアに67-65、決勝は中国に78-73で勝利し、大会史上初の5連覇を達成した。MVPは赤穂ひまわりが受賞。また、赤穂はアシスト王の宮崎早織とともにベスト5にも選出された。
2022年2月に開催された2022年W杯予選（大阪）は、ボスニア・ヘルツェゴヴィナ、カナダ、ベラルーシと同組となった。日本はカナダに86-79で勝利、ボスニアに82-87に敗北、ベラルーシは新型コロナウイルスの影響で出場を辞退したことにより、1勝1敗でW杯出場権を獲得した。
9月にシドニーで開催されたW杯は、マリに勝利した後、セルビア、カナダ、フランス、オーストラリアに4連敗し、1勝4敗で予選リーグ敗退。

## 愛称
2011年にJBAが男女日本代表チームの愛称の一般公募を行い、男女共通の愛称として「隼（ハヤブサ）ジャパン」を選定し、2015年まで使用していたが、女子日本代表が2016年リオデジャネイロオリンピックへの出場が決定した後、川淵三郎JBA会長が「女性にふさわしいネーミングにするべきだ」と表明、これを受けて2016年から「AKATSUKI FIVE（アカツキファイブ）」へ変更された。2022年7月28日、5人制、3人制統一の愛称とするため「AKATSUKI JAPAN（アカツキ ジャパン）」へ変更した。

## 国際大会の成績

### 夏季オリンピック
アジア予選の結果はFIBAアジアカップを参照。
| オリンピック | オリンピック | オリンピック | オリンピック | オリンピック  |     | 五輪予選 | 五輪予選                 | 五輪予選 |
| 年           | 成績         | 勝           | 敗           | 備考          | 勝  | 敗       | 結果                     |          |
| ------------ | ------------ | ------------ | ------------ | ------------- | --- | -------- | ------------------------ | -------- |
| 1976         | 5位          | 2            | 3            | リーグ戦      | --- | ---      | 世界選手権で出場権獲得   |          |
| 1980 - 1992  | ---          |              |              |               | --- | ---      |                          |          |
| 1996         | 7位          | 3            | 5            | 準々決勝進出  | --- | ---      | アジア選手権で出場権獲得 |          |
| 2000         | ---          |              |              |               | --- | ---      |                          |          |
| 2004         | 10位         | 1            | 5            | 1次リーグ敗退 | --- | ---      | アジア選手権で出場権獲得 |          |
| 2008         | ---          |              |              |               | 1   | 3        | 最終予選敗退             |          |
| 2012         | ---          |              |              |               | 2   | 3        | 最終予選敗退             |          |
| 2016         | 8位          | 3            | 3            | 準々決勝進出  | --- | ---      | アジア選手権で出場権獲得 |          |
| 2021         | 準優勝       | 4            | 2            | 決勝進出      | 1   | 2        | 開催国枠                 |          |
| 2024         | 12位         | 0            | 3            |               |     |          |                          |          |

### ワールドカップ（旧世界選手権）
2018年大会までのアジア予選結果はFIBAアジアカップを参照。
| ワールドカップ | ワールドカップ | ワールドカップ | ワールドカップ | ワールドカップ |    | W杯予選 | W杯予選    | W杯予選 |
| 年             | 成績           | 勝             | 敗             | 備考           | 勝 | 敗      | 結果       |         |
| -------------- | -------------- | -------------- | -------------- | -------------- | -- | ------- | ---------- | ------- |
| 1964           | 9位            | 3              | 5              |                |    |         |            |         |
| 1967           | 5位            | 3              | 5              | 決勝リーグ     |    |         |            |         |
| 1971           | 5位            | 4              | 5              | 決勝リーグ     |    |         |            |         |
| 1975           | 準優勝         | 7              | 2              | 決勝リーグ     |    |         |            |         |
| 1979           | 6位            | 3              | 6              | 決勝リーグ     |    |         |            |         |
| 1983           | 12位           | 2              | 6              |                |    |         |            |         |
| 1990           | 12位           | 2              | 6              |                |    |         |            |         |
| 1994           | 12位           | 2              | 6              |                |    |         |            |         |
| 1998           | 9位            | 5              | 5              | 2次リーグ      |    |         |            |         |
| 2002           | 13位           | 2              | 3              |                |    |         |            |         |
| 2010           | 10位           | 2              | 6              | 2次リーグ      |    |         |            |         |
| 2014           | 14位           | 0              | 3              |                |    |         |            |         |
| 2018           | 9位            | 2              | 2              | プレイオフ     |    |         |            |         |
| 2022           | 9位            | 1              | 4              | 予選リーグ     | 1  | 1       | 出場権獲得 |         |

### アジアカップ（旧アジア選手権）
- 1965 - 準優勝
- 1968 - 準優勝
- 1970 - 優勝
- 1972 - 不参加
- 1974 - 準優勝
- 1976 - 3位
- 1978 - 3位
- 1980 - 3位
- 1982 - 3位
- 1984 - 3位

- 1986 - 4位
- 1988 - 4位
- 1990 - 3位
- 1992 - 3位
- 1994 - 3位
- 1995 - 3位
- 1997 - 準優勝
- 1999 - 準優勝
- 2001 - 準優勝
- 2004 - 準優勝

- 2005 - 4位
- 2007 - 3位
- 2009 - 3位
- 2011 - 3位
- 2013 - 優勝
- 2015 - 優勝
- 2017 - 優勝
- 2019 - 優勝
- 2021 - 優勝
- 2023 - 準優勝

### アジア競技大会
ワールドカップと開催時期が重なる大会は若手主体のチームで参加している。
- 1974 - 優勝
- 1978 - 3位
- 1982 - 3位
- 1986 - 3位
- 1990 - 4位
- 1994 - 準優勝
- 1998 - 優勝
- 2002 - 4位
- 2006 - 3位
- 2010 - 3位

- 2014 － 3位
- 2018 － 3位
- 2023 － 2位

### 東アジア競技大会
- 1993 - 3位
- 1997 - 準優勝
- 2001 - 3位
- 2005 - 4位
- 2009 - 3位
- 2013 - 準優勝

## 歴代のヘッドコーチ
- 桂正之（1964）
- 尾崎正敏（1965）
- 小森正巳（1967 - 1968）
- 尾崎正敏（1970 - 1976）
- 張替信（1976）
- 中村和雄（1978）
- 石川武（1978）
- 尾崎正敏（1979）
- 中村和雄（1979 - 1981）
- 榎本日出夫（1982）
- 原田茂（1983 - 1984）
- 中村和雄（1985 - 1990）
- 中川文一（1990 - 1999）
- 北原憲彦（2000 - 2003）
- 内海知秀（2003 - 2004）
- 荒順一（2004 - 2005・代行）
- 内海知秀（2006 - 2008）
- 中川文一（2009 - 2011）
- 内海知秀（2011 - 2016）
- トム・ホーバス（2017 - 2021）
- 恩塚亨（2021 - 2024）
- コーリー・ゲインズ (2025- )

## 歴代の代表選手
1964年 世界選手権
- 秋山捷子,小島悦子,酒井香世子,大木紀和子,大田芳子,片岡靖子,古田ミサ子,早副禎子,金武明子,藤原良美,山口温子,難波武子

## 現在の代表選手
2024年パリオリンピックの日本代表メンバーをまとめる。各選手・スタッフの所属チームは2024年6月25日時点のもの。

## 年代別代表

### チーム編成

#### U-24日本代表
- 大学生による競技大会であるワールドユニバーシティゲームズに派遣されるナショナルチーム。原則として大学または大学院に在学中、ならびに大会前年に大学または大学院を卒業した選手が資格を得る。24歳以下の選手で構成されるためU-24日本代表と表現する場合もある。2010年からは正式なU-24日本代表が発足し、その中から出場資格を持つ選手がユニバーシアードに出場する。最高成績は1967年の東京大会と2017年の台北大会での準優勝。

#### U-19日本代表
- 19歳以下の大会であるU-19世界選手権およびその予選を兼ねたU-18アジア選手権に派遣されるナショナルチーム。2004年までは18歳以下のジュニア日本代表と呼ばれていた。世界選手権の最高成績は初めて準決勝進出した2017年の4位。2008年アジアU-18選手権で初優勝を遂げる。

#### U-17日本代表
- 17歳以下の大会であるU-17世界選手権およびその予選を兼ねたU-16アジア選手権に派遣されるナショナルチーム。2009年に新設。2009年U-16アジア選手権で準優勝、2010年U-17世界選手権で5位。2011年U-16アジア選手権では決勝で韓国を102-56で下して初優勝、翌2012年U-17世界選手権では予選リーグを1位突破、初の準決勝進出を達成して前回を上回る4位。

### 国際大会結果

#### ユニバーシアード
- 準優勝（1967,2017）
- 3位（1995）

#### FIBA U-19世界選手権
2015年大会も出場権を獲得していたが、JBAがFIBAより資格停止処分を受けたため、出場権を失った。
- 1993 - 8位
- 1997 - 12位
- 2001 - 11位
- 2007 - 13位
- 2009 - 12位
- 2011 - 7位
- 2013 - 8位
- 2015 - 不参加
- 2017 - 4位
- 2019 - 8位

- 2021 - 9位
- 2023 - 6位
- 2025 - 6位

#### FIBAアジアU-18選手権
上位に入ると翌年のU19世界選手権の出場権を獲得。
- 1970 - 準優勝
- 1972 - 不参加
- 1974 - 準優勝
- 1977 - 不参加
- 1978 - 不参加
- 1980 - 5位
- 1982 - 3位
- 1984 - 3位
- 1986 - 4位
- 1989 - 3位

- 1990 - 準優勝
- 1992 - 3位
- 1996 - 準優勝
- 1998 - 4位
- 2000 - 準優勝
- 2002 - 4位
- 2004 - 3位
- 2007 - 準優勝
- 2008 - 優勝
- 2010 - 準優勝

- 2012 - 準優勝
- 2014 - 準優勝
- 2016 - 準優勝
- 2018 - 準優勝
- 2020 - 中止

#### FIBA U-17世界選手権
- 2010 - 5位
- 2012 - 4位
- 2014 - 7位
- 2016 - 9位
- 2018 - 7位
- 2020 - 中止
- 2022 - 8位

#### FIBAアジアU-16選手権
上位に入ると翌年のU17世界選手権の出場権を獲得。
- 2009 - 準優勝
- 2011 - 優勝
- 2013 - 準優勝
- 2015 - 準優勝
- 2017 - 準優勝
- 2019 - 中止
- 2022 - 準優勝
- 2023 - 準優勝

## 関連書籍
- 女子バスケットボール東京2020への旅 歴史を変えた最強チームの真実（小永吉陽子著、ベースボール・マガジン社、2022年2月4日 ISBN 978-4583114385）